# Viaduc de Beaugency
Le viaduc de Beaugency est un pont ferroviaire situé à Beaugency dans le département du Loiret et la région Centre-Val de Loire.
Le viaduc est emprunté par la ligne ferroviaire Paris - Bordeaux.

## Géographie
Le viaduc est situé sur la rive droite de la Loire, au nord du centre-ville de la commune de Beaugency et au-dessus de la rue des Marais.

## Histoire

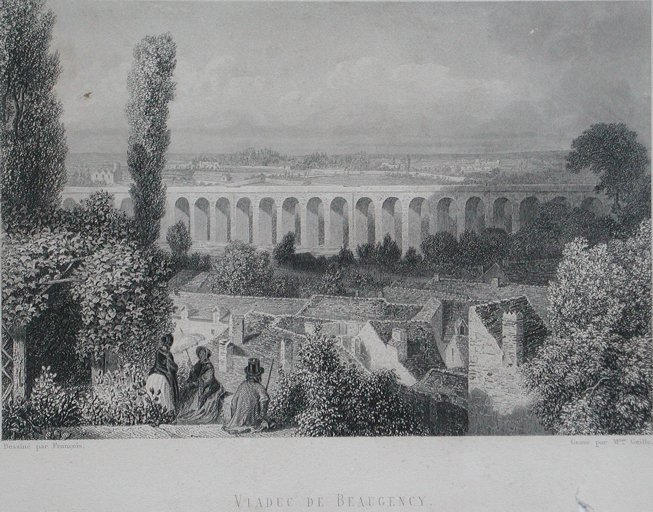
Le viaduc sur une gravure du XIXe siècle

La construction du viaduc s'effectua durant les années 1843 et 1844 par l'entreprise Peaucellier et les ingénieurs Jules de la Morandière et Thoyot.
L'inauguration de la ligne ferroviaire empruntant le viaduc eut lieu le 22 mars 1846 par les ducs de Nemours et de Montpensier.
Au cours de la Seconde Guerre mondiale, le 14 juin 1944, un bombardement de l'aviation alliée endommagea en partie le viaduc.

## Description
Le viaduc est long de 275 mètres environ et large de 7,5 mètres.
Il est composé de 24 piles reliées par 25 voûtes en plein-cintre de 8,40 mètres d'ouverture chacune.

## Pour approfondir